# خیابان بزرگ
خیابان بزرگ (انگلیسی: The Big Street) فیلمی در ژانر درام به کارگردانی اروینگ ریس است که در سال ۱۹۴۲ منتشر شد.

## بازیگران
- هنری فوندا
- لوسیل بال
- بارتون مک‌لین
- یوجین پلت
- اگنس مورهد
- جورج کلیولند
- ماریون مارتین
- ری کالینز
- جولیوس تانن